# Hélène Bouchet
Hélène Bouchet (Cannes, 2 ottobre 1980) è una danzatrice francese, prima ballerina del balletto di Amburgo dal 2005.

## Biografia
Hélène Bouchet è nata a Cannes e ha studiato danza all'École supérieure de danse de Cannes Rosella Hightower e all'École Nationale de Danse di Marsiglia sotto la supervisione di Raymond Franchetti e Dominique Khalfouni.
Dopo aver danzato brevemente con il Ballet National de Marseille di Roland Petit e con l'English National Ballet, nel 1998 è stata scritturata dal balletto di Amburgo. Nel 2002 ha vinto la medaglia d'argento in occasione del concorso internazionale di balletto di Varna, nel 2003 è stata promossa al rango di solista, mentre nel 2005 è stata proclamata prima ballerina della compagnia. Il suo vasto repertorio sulle scene di Amburgo include i ruoli di Myrtha in Giselle, Titania nel Sogno di una notte di mezza estate, Giulietta in Romeo e Giulietta, Gamzatti ne La Bayadère, Tatiana nell'Onegin e le eponime protagoniste di Sylvia e La Sylphide.
Nel 2010 ha vinto il Prix Benois de la Danse.